# Карл-Фрідріх Геккер
Карл-Фрідріг Ґоттліб Геккер (нім. Karl-Friedrich Gottlieb Höcker; 11 грудня 1911, Енгерсгаузен, Провінція Вестфалія — 30 січня 2000, Люббекке, Північний Рейн-Вестфалія) — оберштурмфюрер СС, службовець таборів смерті Аушвіц і Майданек. З травня 1944 року — ад'ютант коменданта Аушвіца, який створив фотоальбом службовців концтабору, відомий сьогодні як Фотоальбом Геккера.

## Біографія
Народився в селі Енгерсгаузен (сьогодні — частина міста Пройсіш-Ольдендорф) в родині робітника, молодший з шести дітей. Батько Геккера загинув під час Першої світової війни.
Працюючи касиром в банку, Карл Геккер в 1933 році вступив в СС, в 1937 році — в НСДАП. Згодом він стверджував, що робив це тільки «заради кар'єри». Багато років працював на адміністративних посадах в різних концентраційних таборах.
У травні 1944 р став ад'ютантом коменданта Аушвіца Ріхарда Бера. Гьоккер зробив безліч фотографій посадових осіб Аушвіца (всі вони зображені в невимушеній обстановці, в основному — на відпочинку). Автор майже усіх наявних фотографій Йозефа Менгеле.
Після евакуації табору використовував підроблені документи, і в 1946 році був випущений на свободу з табору військовополонених. Працював банківським службовцем до тих пір, поки в 1960-х роках влада ФРН не виявила його.
Настільки високопоставленому службовцю Аушвіца загрожувало довічне ув'язнення. Суд, що відбувся у Франкфурті в 1965 році встановив, що Геккер не міг не знати про масові вбивства. Геккер категорично заперечував свою участь в селекції в'язнів (при селекції одна з колон формувалася безпосередньо для відправки в газові камери), хоча один зі свідків і стверджував, що в ній брав участь чиновник на прізвище «Геккер». В результаті безпосередню участь в масових вбивствах так і не було доведено. Геккер був засуджений лише «за пособництво» і вже в 1970 році звільнений.
Після звільнення продовжував працювати банківським службовцем, закінчивши кар'єру старшим касиром банку.
У 1989 році був засуджений судом округу Білефельд до 4 років в'язниці за співучасть у масових вбивствах в Майданеку (в 1943 р, як ад'ютант коменданта Мартіна Вайсса, відповідав за доставку в Майданек газу Циклон Б).
Помер в 2000 році.

## Докази причетності до вбивств в Аушвіці
Восени 2007 року співробітник Меморіального музею Голокосту зацікавився фотографією, зробленою в травні 1944 року в Освенцімі: на ній зображена селекція в'язнів. У селекції бере участь офіцер СС, однак його обличчя практично не видно. За допомогою фахівців вдалося обчислити точний зріст, ширину талії і плечей, довжину передпліччя, гомілки людини, зображеного на фото (допомогло те, що на знімку відображена залізнична колія, ширина якої відома). Отримані дані порівняли з численними фотографіями Геккера, даними медичної карти офіцера СС. Всі ці дані збіглися, що майже однозначно дозволяє ідентифікувати офіцера, який проводить селекцію, як Геккера, однак в зображеного на фотографії службовця знаки розрізнення обершарфюрера, тоді як Геккер був оберштурмфюрером. Можливо, що Геккер надів невідповідну форму, знаючи, що його фотографуватимуть.

## Нагороди
- Спортивний знак СА в бронзі
- Німецька імперська відзнака за фізичну підготовку в бронзі
- Йольський свічник
- Кільце «Мертва голова»
- Хрест Воєнних заслуг 2-го класу з мечами